# Robinson (Dakota Północna)
Robinson – miasto w Stanach Zjednoczonych, w stanie Dakota Północna, w hrabstwie Kidder.